# 屯門色魔 (電影)
《屯門色魔》是1994年上映的一部香港驚慄電影，由查傳誼執導，李家聲、陳國邦、張睿玲等主演，真實改編自1992至1993年間在香港發生的屯門色魔案；在電影分級制度下為香港三級片。本片獲提名1995年第14屆香港電影金像獎最佳剪接。

## 劇情
該片題材取自香港屯門色魔案，講述1992年 - 1993年間，屯門接二連三發生姦殺案，令屯門警方束手無策，警方隨後派出新界北區重案組幫辦劉文正前往調查⋯
| 角色名稱      | 演員   | 粵語配音 | 備註                             |
| ------------- | ------ | -------- | -------------------------------- |
| 藍國偉        | 李家聲 | 陳 欣    | 屯門色魔                         |
| 劉文正／劉Sir | 陳國邦 | 潘文柏   | 新界北區重案組幫辦，該案的調查員 |
| 何麗嫦／Ivy   | 張睿玲 | 鄭麗麗   | 探員，劉文正的下屬               |
| 白頭佬        | 黃華和 | 張炳強   | 探員，劉文正的下屬               |
| 探員          | 葉廣儉 |          | 劉文正的下屬                     |
| 探員          | 魏德禮 |          | 劉文正的下屬                     |
| 受害者        | 錢 軍  |          |                                  |
| 受害者        | 許思敏 |          |                                  |
| 受害者        | 卓慧敏 |          |                                  |
| 受害者        | 馮寶文 |          |                                  |
| 受害者        | 賈鳳梧 |          |                                  |

## 電影分級
該片在香港被分類為第三級，未滿18歲人士不得觀看。

## 獎項
| 年份 | 頒獎典禮             | 獎項     | 名單   | 結果 |
| ---- | -------------------- | -------- | ------ | ---- |
| 1995 | 第14屆香港電影金像獎 | 最佳剪接 | 林安兒 | 提名 |

## 外部連結
- 香港影庫上《屯门色魔》的資料（繁體中文）
- 開眼電影網上《香港奇案之屯門色魔》的資料（繁體中文）
- 时光网上《屯门色魔之人皮兽》的資料（简体中文）
- AllMovie上《屯門色魔》的资料（英文）
- 爛番茄上《屯門色魔》的資料（英文）
- 互联网电影数据库（IMDb）上《屯門色魔》的资料（英文）